# Bilan saison par saison des Rangers de New York
Les Rangers de New York sont une franchise de la Ligue nationale de hockey depuis 1926. Cette page retrace les résultats de l'équipe depuis cette première saison.

## Résultats

### Les premiers temps
Cette période comprend les saisons entre 1927 et 1943, période où le nombre d'équipes dans la LNH a évolué de dix à sept au gré des créations et disparitions. Au cours de cette période, les Rangers ont été champions de la Coupe Stanley à trois reprises : en 1928, 1933 et 1940.
| Saison            | PJ | V  | D  | N  | Pts | BC  | BC  | Pun | Classement                  | Séries éliminatoires                                                            |
| ----------------- | -- | -- | -- | -- | --- | --- | --- | --- | --------------------------- | ------------------------------------------------------------------------------- |
| 1926-1927 Détails | 44 | 25 | 13 | 6  | 56  | 95  | 72  | 385 | 1er de la division American | 1-3 Bruins                                                                      |
| 1927-1928 Détails | 44 | 19 | 16 | 9  | 47  | 94  | 79  | 462 | 2e de la division American  | 6-4 Pirates · 5-2 Bruins · 3-2 Maroons · Champions de la Coupe Stanley          |
| 1928-1929         | 44 | 21 | 13 | 10 | 52  | 72  | 65  | 384 | 2e de la division American  | 1-0 Americans · 2-0 Maple Leafs · 0-2 Bruins                                    |
| 1929-1930         | 44 | 17 | 17 | 10 | 44  | 136 | 143 | 445 | 3e de la division American  | 6-3 Sénateurs · 0-2 Canadiens                                                   |
| 1930-1931         | 44 | 19 | 16 | 9  | 47  | 106 | 87  | 514 | 3e de la division American  | 8-1 Maroons · 0-2 Black Hawks                                                   |
| 1931-1932         | 48 | 23 | 17 | 8  | 54  | 134 | 112 | 511 | 1er de la division American | 3-1 Canadiens · 0-3 Maple Leafs                                                 |
| 1932-1933 Détails | 48 | 23 | 17 | 8  | 54  | 135 | 107 | 599 | 3e de la division American  | 8-5 Canadiens · 6-3 Red Wings · 3-1 Maple Leafs · Champions de la Coupe Stanley |
| 1933-1934         | 48 | 21 | 19 | 8  | 50  | 120 | 113 | 401 | 3e de la division American  | 1-2 Maroons                                                                     |
| 1934-1935         | 48 | 22 | 20 | 6  | 50  | 137 | 139 | 334 | 3e de la division American  | 6-5 Canadiens · 4-5 Maroons                                                     |
| 1935-1936         | 48 | 19 | 17 | 12 | 50  | 91  | 96  | 381 | 4e de la division American  | Non qualifiés                                                                   |
| 1936-1937         | 48 | 19 | 20 | 9  | 47  | 117 | 106 | 312 | 3e de la division American  | 2-0 Maple Leafs · 2-0 Maroons · 2-3 Red Wings                                   |
| 1937-1938         | 48 | 27 | 15 | 6  | 60  | 149 | 96  | 435 | 2e de la division American  | 1-2 Americans                                                                   |
| 1938-1939         | 48 | 26 | 16 | 6  | 58  | 149 | 105 | 393 | 2e de la LNH                | 3-4 Bruins                                                                      |
| 1939-1940 Détails | 48 | 27 | 11 | 10 | 64  | 136 | 77  | 520 | 2e de la LNH                | 4-2 Bruins · 4-2 Maple Leafs · Champions de la Coupe Stanley                    |
| 1940-1941         | 48 | 21 | 19 | 8  | 50  | 143 | 125 | 356 | 4e de la LNH                | 1-2 Red Wings                                                                   |
| 1941-1942         | 48 | 29 | 17 | 2  | 60  | 177 | 143 | 400 | 1er de la LNH               | 2-4 Maple Leafs                                                                 |
| 1942-1943         | 50 | 11 | 31 | 8  | 30  | 161 | 253 | 352 | 6e de la LNH                | Non qualifiés                                                                   |

### Les six équipes originales
Cette période comprend les saisons entre 1942 et 1967. Pendant ce laps de temps, les six mêmes équipes, appelées six équipes originales, se sont disputées la Coupe Stanley. Il s'agit des équipes suivantes :
- les Black Hawks de Chicago,
- les Bruins de Boston,
- les Canadiens de Montréal,
- les Maple Leafs de Toronto
- les Red Wings de Détroit,
- et enfin les Rangers.

Au cours de cette période, les Rangers n'ont jamais remporté la Coupe Stanley.
| Saison    | PJ | V  | D  | N  | Pts | BC  | BC  | Pun | Classement   | Séries éliminatoires          |
| --------- | -- | -- | -- | -- | --- | --- | --- | --- | ------------ | ----------------------------- |
| 1943-1944 | 50 | 6  | 39 | 5  | 17  | 162 | 310 | 253 | 6e de la LNH | Non qualifiés                 |
| 1944-1945 | 50 | 11 | 29 | 10 | 32  | 154 | 247 | 305 | 6e de la LNH | Non qualifiés                 |
| 1945-1946 | 50 | 13 | 28 | 9  | 35  | 144 | 191 | 285 | 6e de la LNH | Non qualifiés                 |
| 1946-1947 | 60 | 22 | 32 | 6  | 50  | 167 | 186 | 426 | 5e de la LNH | Non qualifiés                 |
| 1947-1948 | 60 | 21 | 26 | 13 | 55  | 176 | 201 | 480 | 4e de la LNH | 2-4 Red Wings                 |
| 1948-1949 | 60 | 18 | 31 | 11 | 47  | 133 | 172 | 413 | 6e de la LNH | Non qualifiés                 |
| 1949-1950 | 70 | 28 | 31 | 11 | 67  | 170 | 189 | 639 | 4e de la LNH | 4-1 Canadiens · 3-4 Red Wings |
| 1950-1951 | 70 | 20 | 29 | 21 | 61  | 169 | 201 | 774 | 5e de la LNH | Non qualifiés                 |
| 1951-1952 | 70 | 23 | 34 | 13 | 59  | 192 | 219 | 532 | 5e de la LNH | Non qualifiés                 |
| 1952-1953 | 70 | 17 | 37 | 16 | 50  | 152 | 211 | 548 | 6e de la LNH | Non qualifiés                 |
| 1953-1954 | 70 | 29 | 31 | 10 | 68  | 161 | 182 | 717 | 5e de la LNH | Non qualifiés                 |
| 1954-1955 | 70 | 17 | 35 | 18 | 52  | 150 | 210 | 690 | 6e de la LNH | Non qualifiés                 |
| 1955-1956 | 70 | 32 | 28 | 10 | 74  | 204 | 203 | 911 | 3e de la LNH | 1-4 Canadiens                 |
| 1956-1957 | 70 | 26 | 30 | 14 | 66  | 184 | 227 | 870 | 4e de la LNH | 1-4 Canadiens                 |
| 1957-1958 | 70 | 32 | 25 | 13 | 77  | 195 | 188 | 781 | 2e de la LNH | 2-4 Bruins                    |
| 1958-1959 | 70 | 26 | 32 | 12 | 64  | 201 | 217 | 860 | 5e de la LNH | Non qualifiés                 |
| 1959-1960 | 70 | 17 | 38 | 15 | 49  | 187 | 247 | 850 | 6e de la LNH | Non qualifiés                 |
| 1960-1961 | 70 | 22 | 38 | 10 | 54  | 204 | 248 | 591 | 5e de la LNH | Non qualifiés                 |
| 1961-1962 | 70 | 26 | 32 | 12 | 64  | 195 | 207 | 668 | 4e de la LNH | 2-4 Maple Leafs               |
| 1962-1963 | 70 | 22 | 36 | 12 | 56  | 211 | 233 | 657 | 5e de la LNH | Non qualifiés                 |
| 1963-1964 | 70 | 22 | 38 | 10 | 54  | 186 | 242 | 715 | 5e de la LNH | Non qualifiés                 |
| 1964-1965 | 70 | 20 | 38 | 12 | 52  | 179 | 246 | 760 | 5e de la LNH | Non qualifiés                 |
| 1965-1966 | 70 | 18 | 41 | 11 | 47  | 195 | 261 | 894 | 6e de la LNH | Non qualifiés                 |
| 1966-1967 | 70 | 30 | 28 | 12 | 72  | 188 | 189 | 664 | 4e de la LNH | 0-4 Canadiens                 |

### Les temps modernes
Cette période correspond à toutes les années dans la LNH depuis l'expansion de la ligue en 1967. Depuis cette période, le nombre d'équipe n'a cessé d'augmenter pour arriver en 2021 à 32 franchises.
Depuis cette expansion, les Rangers ont remporté une seule fois la Coupe Stanley : en 1994.
| Saison            | PJ             | V              | D              | N              | DP             | DTB            | BP             | BC             | Pts            | Classement                        | Séries éliminatoires                                                                    | Entraîneur                          |
| ----------------- | -------------- | -------------- | -------------- | -------------- | -------------- | -------------- | -------------- | -------------- | -------------- | --------------------------------- | --------------------------------------------------------------------------------------- | ----------------------------------- |
| 1967-1968         | 74             | 39             | 23             | 12             | —              | —              | 226            | 183            | 90             | 2e de la division Est             | 2-4 Black Hawks                                                                         | Emile Francis                       |
| 1968-1969         | 76             | 41             | 26             | 9              | —              | —              | 231            | 196            | 91             | 3e de la division Est             | 0-4 Canadiens                                                                           | Bernard Geoffrion Emile Francis     |
| 1969-1970         | 76             | 38             | 22             | 16             | —              | —              | 246            | 189            | 92             | 4e de la division Est             | 2-4 Bruins                                                                              | Emile Francis                       |
| 1970-1971         | 78             | 49             | 18             | 11             | —              | —              | 259            | 177            | 109            | 2e de la division Est             | 4-2 Maple Leafs · 3-4 Black Hawks                                                       | Emile Francis                       |
| 1971-1972         | 78             | 48             | 17             | 13             | —              | —              | 317            | 192            | 109            | 2e de la division Est             | 4-2 Canadiens · 4-0 Black Hawks · 2-4 Bruins                                            | Emile Francis                       |
| 1972-1973         | 78             | 47             | 23             | 8              | —              | —              | 297            | 208            | 102            | 3e de la division Est             | 1-4 Bruins · 1-4 Black Hawks                                                            | Emile Francis                       |
| 1973-1974         | 78             | 40             | 24             | 14             | —              | —              | 300            | 251            | 94             | 3e de la division Est             | 4-2 Canadiens · 3-4 Flyers                                                              | Emile Francis                       |
| 1974-1975         | 80             | 37             | 29             | 14             | —              | —              | 319            | 276            | 88             | 2e de la division Patrick         | 1-2 Islanders                                                                           | Emile Francis                       |
| 1975-1976         | 80             | 29             | 42             | 9              | —              | —              | 262            | 333            | 67             | 4e de la division Patrick         | Non qualifiés                                                                           | John Ferguson, Sr.                  |
| 1976-1977         | 80             | 29             | 37             | 14             | —              | —              | 272            | 310            | 72             | 4e de la division Patrick         | Non qualifiés                                                                           | John Ferguson                       |
| 1977-1978         | 80             | 30             | 37             | 13             | —              | —              | 279            | 280            | 73             | 4e de la division Patrick         | 1-2 Sabres                                                                              | Jean-Guy Talbot                     |
| 1978-1979         | 80             | 40             | 29             | 11             | —              | —              | 316            | 292            | 91             | 3e de la division Patrick         | 2-0 Kings · 4-1 Flyers · 4-2 Islanders · 1-4 Canadiens                                  | Fred Shero                          |
| 1979-1980         | 80             | 38             | 32             | 10             | —              | —              | 308            | 284            | 86             | 3e de la division Patrick         | 3-1 Flames · 1-4 Flyers                                                                 | Fred Shero                          |
| 1980-1981         | 80             | 30             | 36             | 14             | —              | —              | 312            | 317            | 74             | 4e de la division Patrick         | 2-1 Kings · 4-2 Blues · 0-4 Islanders                                                   | Fred Shero Craig Patrick            |
| 1981-1982         | 80             | 39             | 27             | 14             | —              | —              | 316            | 306            | 92             | 2e de la division Patrick         | 3-1 Flyers · 2-4 Islanders                                                              | Herb Brooks                         |
| 1982-1983         | 80             | 35             | 35             | 10             | —              | —              | 306            | 287            | 80             | 4e de la division Patrick         | 3-0 Flyers · 2-4 Islanders                                                              | Herb Brooks                         |
| 1983-1984         | 80             | 42             | 29             | 9              | —              | —              | 314            | 304            | 93             | 4e de la division Patrick         | 2-3 Islanders                                                                           | Herb Brooks                         |
| 1984-1985         | 80             | 26             | 44             | 10             | —              | —              | 295            | 345            | 62             | 4e de la division Patrick         | 0-3 Flyers                                                                              | Herb Brooks Craig Patrick           |
| 1985-1986         | 80             | 36             | 38             | 6              | —              | —              | 280            | 276            | 78             | 4e de la division Patrick         | 3-2 Flyers · 4-2 Capitals · 1-4 Canadiens                                               | Ted Sator                           |
| 1986-1987         | 80             | 34             | 38             | 8              | —              | —              | 307            | 323            | 76             | 4e de la division Patrick         | 2-4 Flyers                                                                              | Ted Sator Tom Webster Phil Esposito |
| 1987-1988         | 80             | 36             | 34             | 10             | —              | —              | 300            | 283            | 82             | 5e de la division Patrick         | Non qualifiés                                                                           | Michel Bergeron                     |
| 1988-1989         | 80             | 37             | 35             | 8              | —              | —              | 310            | 307            | 82             | 3e de la division Patrick         | 0-4 Penguins                                                                            | Michel Bergeron Phil Esposito       |
| 1989-1990         | 80             | 36             | 31             | 13             | —              | —              | 279            | 267            | 85             | 1er de la division Patrick        | 4-1 Islanders · 1-4 Capitals                                                            | Roger Neilson                       |
| 1990-1991         | 80             | 36             | 31             | 13             | —              | —              | 258            | 258            | 81             | 2e de la division Patrick         | 2-4 Capitals                                                                            | Roger Neilson                       |
| 1991-1992         | 80             | 50             | 25             | 5              | —              | —              | 321            | 246            | 105            | 1er de la division Patrick        | 4-3 Devils · 2-4 Penguins                                                               | Roger Neilson                       |
| 1992-1993         | 84             | 34             | 39             | 11             | —              | —              | 304            | 308            | 79             | 6e de la division Patrick         | Non qualifiés                                                                           | Roger Neilson Ron Smith             |
| 1993-1994 Détails | 84             | 52             | 24             | 8              | —              | —              | 299            | 231            | 112            | 1er de la division Atlantique     | 4-0 Islanders · 4-1 Capitals · 4-3 Devils · 4-3 Canucks · Champions de la Coupe Stanley | Mike Keenan                         |
| 1994-1995         | 48             | 22             | 23             | 3              | —              | —              | 139            | 134            | 47             | 4e de la division Atlantique      | 4-2 Nordiques · 0-4 Flyers                                                              | Colin Campbell                      |
| 1995-1996         | 82             | 41             | 27             | 14             | —              | —              | 272            | 237            | 96             | 2e de la division Atlantique      | 4-2 Canadiens · 1-4 Penguins                                                            | Colin Campbell                      |
| 1996-1997         | 82             | 38             | 34             | 10             | —              | —              | 258            | 231            | 86             | 4e de la division Atlantique      | 4-1 Panthers · 4-1 Devils · 1-4 Flyers                                                  | Colin Campbell                      |
| 1997-1998         | 82             | 25             | 39             | 18             | —              | —              | 197            | 231            | 68             | 5e de la division Atlantique      | Non qualifiés                                                                           | Colin Campbell John Muckler         |
| 1998-1999         | 82             | 33             | 38             | 11             | —              | —              | 217            | 227            | 77             | 4e de la division Atlantique      | Non qualifiés                                                                           | John Muckler                        |
| 1999-2000         | 82             | 29             | 38             | 12             | 3              | —              | 218            | 246            | 73             | 4e de la division Atlantique      | Non qualifiés                                                                           | John Muckler John Tortorella        |
| 2000-2001         | 82             | 33             | 43             | 5              | 1              | —              | 250            | 290            | 72             | 4e de la division Atlantique      | Non qualifiés                                                                           | Ron Low                             |
| 2001-2002         | 82             | 36             | 38             | 4              | 4              | —              | 227            | 258            | 80             | 4e de la division Atlantique      | Non qualifiés                                                                           | Ron Low                             |
| 2002-2003         | 82             | 32             | 36             | 10             | 4              | —              | 210            | 231            | 78             | 4e de la division Atlantique      | Non qualifiés                                                                           | Bryan Trottier Glen Sather          |
| 2003-2004         | 82             | 27             | 40             | 7              | 8              | —              | 206            | 250            | 69             | 4e de la division Atlantique      | Non qualifiés                                                                           | Glen Sather Tom Renney              |
| 2004-2005         | Saison annulée | Saison annulée | Saison annulée | Saison annulée | Saison annulée | Saison annulée | Saison annulée | Saison annulée | Saison annulée | Saison annulée                    | Saison annulée                                                                          | Saison annulée                      |
| 2005-2006         | 82             | 44             | 26             | —              | 8              | 4              | 257            | 215            | 100            | 3e de la division Atlantique      | 0-4 Devils                                                                              | Tom Renney                          |
| 2006-2007         | 82             | 42             | 30             | —              | 5              | 5              | 242            | 216            | 94             | 3e de la division Atlantique      | 4-0 Thrashers · 2-4 Sabres                                                              | Tom Renney                          |
| 2007-2008         | 82             | 42             | 27             | —              | 4              | 9              | 213            | 199            | 97             | 3e de la division Atlantique      | 4-1 Devils · 2-4 Sabres                                                                 | Tom Renney                          |
| 2008-2009         | 82             | 43             | 30             | —              | 3              | 6              | 210            | 218            | 95             | 4e de la division Atlantique      | 3-4 Capitals                                                                            | Tom Renney John Tortorella          |
| 2009-2010         | 82             | 38             | 33             | —              | 7              | 4              | 222            | 218            | 87             | 4e de la division Atlantique      | Non qualifiés                                                                           | John Tortorella                     |
| 2010-2011         | 82             | 44             | 33             | —              | 2              | 3              | 223            | 198            | 93             | 3e de la division Atlantique      | 1-4 Capitals                                                                            | John Tortorella                     |
| 2011-2012         | 82             | 51             | 24             | —              | 2              | 5              | 226            | 187            | 109            | 1er de la division Atlantique     | 4-3 Sénateurs · 4-3 Capitals · 2-4 Devils                                               | John Tortorella                     |
| 2012-2013         | 48             | 26             | 18             | —              | 0              | 4              | 130            | 112            | 56             | 2e de la division Atlantique      | 4-3 Capitals · 2-4 Bruins                                                               | John Tortorella                     |
| 2013-2014         | 82             | 45             | 31             | —              | 3              | 3              | 218            | 193            | 96             | 2e de la division Métropolitaine  | 4-3 Flyers · 4-3 Penguins · 4-2 Canadiens · 1-4 Kings                                   | Alain Vigneault                     |
| 2014-2015         | 82             | 53             | 22             | —              | 2              | 5              | 252            | 192            | 113            | 1er de la division Métropolitaine | 4-1 Penguins · 4-3 Capitals · 3-4 Lightning                                             | Alain Vigneault                     |
| 2015-2016         | 82             | 46             | 27             | —              | 7              | 2              | 236            | 217            | 101            | 3e de la division Métropolitaine  | 1-4 Penguins                                                                            | Alain Vigneault                     |
| 2016-2017         | 82             | 48             | 28             | —              | 2              | 4              | 253            | 216            | 102            | 4e de la division Métropolitaine  | 4-2 Canadiens · 2-4 Sénateurs                                                           | Alain Vigneault                     |
| 2017-2018         | 82             | 34             | 39             | —              | 4              | 5              | 231            | 268            | 77             | 8e de la division Métropolitaine  | Non qualifiés                                                                           | Alain Vigneault                     |
| 2018-2019         | 82             | 32             | 36             | —              | 9              | 5              | 227            | 272            | 78             | 7e de la division Métropolitaine  | Non qualifiés                                                                           | David Quinn                         |
| 2019-2020         | 70             | 37             | 28             | —              | 3              | 2              | 234            | 222            | 79             | 7e de la division Métropolitaine  | 0-3 Hurricanes                                                                          | David Quinn                         |
| 2020-2021 Détails | 56             | 27             | 23             | —              | 4              | 2              | 177            | 157            | 60             | 5e de la division Est             | Non qualifiés                                                                           | David Quinn                         |
| 2021-2022         | 82             | 52             | 24             | —              | 3              | 3              | 254            | 207            | 110            | 2e de la division Métropolitaine  | 4-3 Penguins · 4-3 Hurricanes · 2-4 Lightning                                           | Gerard Gallant                      |
| 2022-2023         | 82             | 47             | 22             | —              | 10             | 3              | 277            | 219            | 107            | 3e de la division Métropolitaine  | 3-4 Devils                                                                              | Gerard Gallant                      |